# Kwarktaart

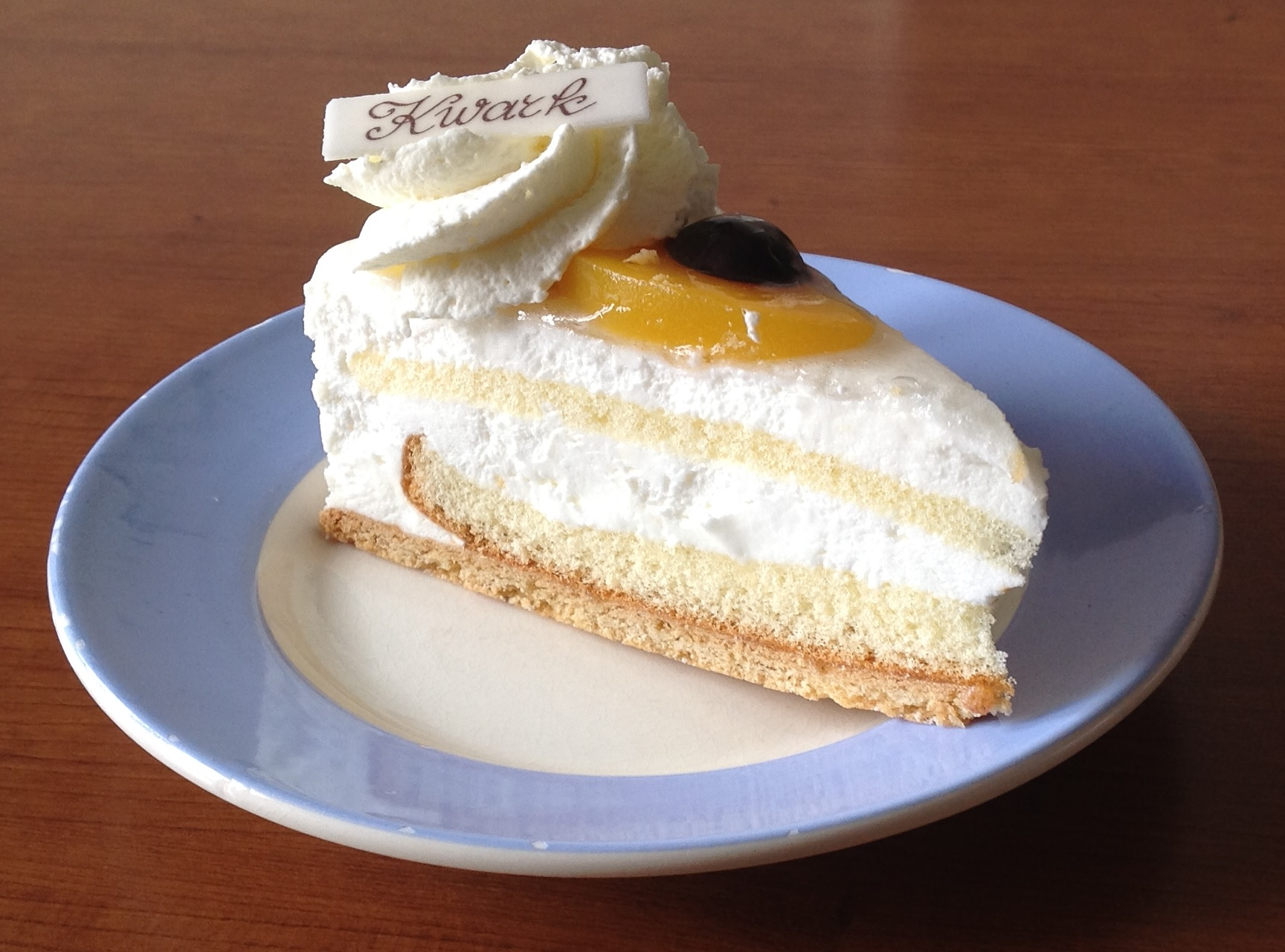
Een kwarkpunt

Kwarktaart (Belgisch-Nederlands: plattekaastaart) is een taartsoort en een specifieke variant van een kaastaart. De taart bestaat uit een harde bodem met daarboven een dikke laag kwark. Hierbovenop ligt een dunne laag jam, eventueel gemengd met fruit. De kwarktaart kent vele varianten.
Andere kaastaarten zijn MonChoutaart, Noord-Amerikaanse cheesecake met roomkaas en Italiaanse kaastaart met een vulling van mascarpone of ricotta.